# Amudat (district)
Le district d'Amudat est un district de l'est de l'Ouganda. Il est frontalier du Kenya. Sa capitale est Amudat.

## Histoire
Ce district a été créé en 2010 par séparation de celui de Nakapiripirit.